# 1779 en science
| Années de la science : 1776 - 1777 - 1778 - 1779 - 1780 - 1781 - 1782    |
| Décennies de la science : 1740 - 1750 - 1760 - 1770 - 1780 - 1790 - 1800 |

Cet article présente les faits marquants de l'année 1779 en science.

## Événements

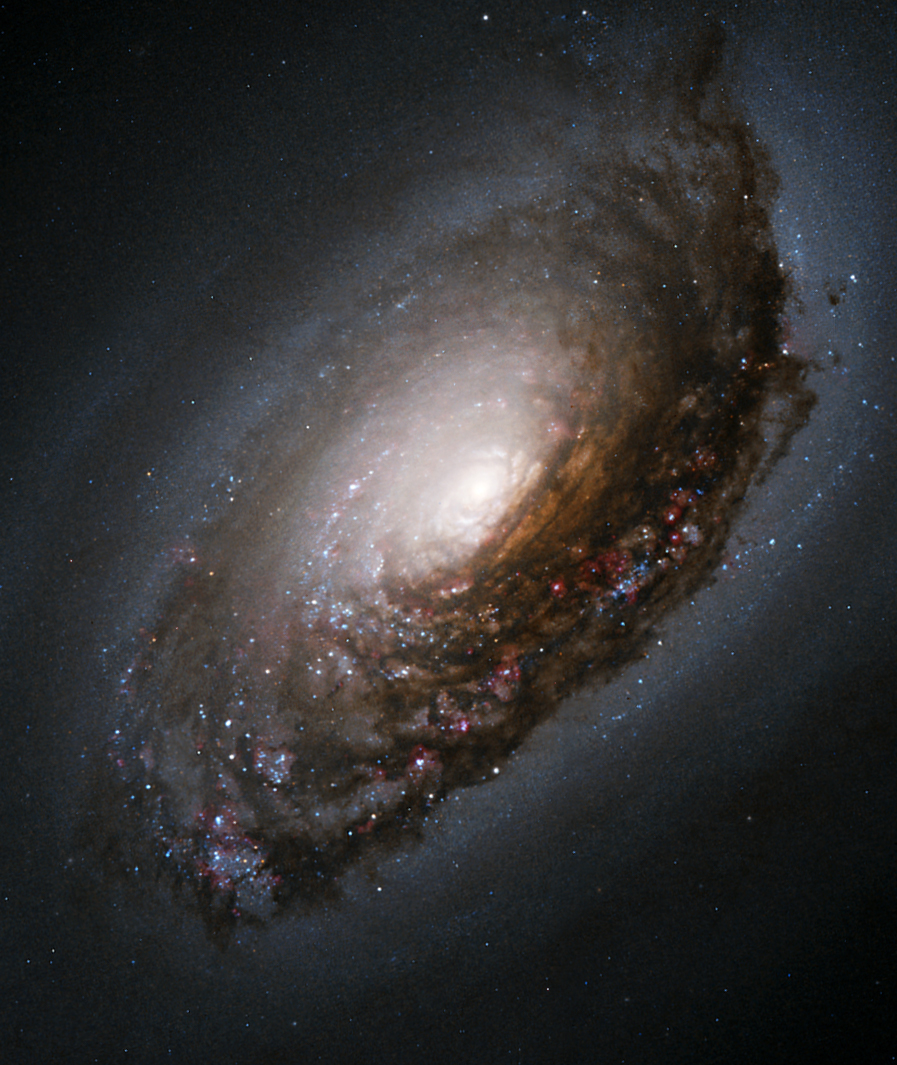
Galaxie de l'œil noir (M64)

- 23 janvier : l'astronome français Charles Messier découvre l'amas globulaire M56[1].
- 23 mars : Edward Pigott découvre la galaxie de l'œil noir, douze jours avant Johann Elert Bode le 4 avril ; Charles Messier la redécouvre le 1er mars 1780 et l'inscrit à son catalogue comme M64[2].
- 5 mai : la galaxie spirale M61 est découverte dans la constellation Vierge par l'astronome italien Barnabus Oriani. Messier la voit la même nuit, mais la prend pour une comète. Il se rend compte de son erreur le 11 mai et l'ajoute à son catalogue[3].
- 2 juillet : le premier pont métallique (Iron Bridge), construit par la firme Darby enjambe le  Severn avec une portée de 30 mètres. Il est ouvert à la circulation le 1er janvier 1781[4].
- 13 juillet : la Royal Navy adopte la caronade[5], un canon de courte portée produit par la Carron Company près de Falkirk, en Écosse.
- 24 décembre : fondation de l’académie des sciences de Lisbonne, inaugurée le 17 janvier 1780[6], sous l'égide de Marie de Bragance.

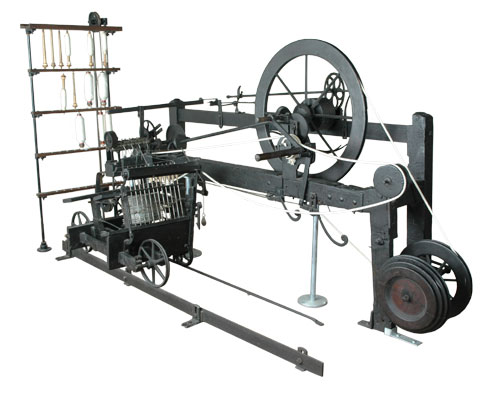
La mule-jenny conçue par Samuel Crompton. Musée de Bolton, Lancashire, Royaume-Uni.

- Samuel Crompton (1753-1827) invente une machine à filer le coton qui permet d’obtenir un fil à la fois fin et résistant, la mule-jenny, résultat de la combinaison de deux types antérieurs distincts, la water frame et la spinning jenny. Les tisserands ne parviennent plus à tisser les fils produits en abondance[7] (cf. 1785).
- Le médecin-botaniste britannique d'origine néerlandaise Jan Ingenhousz découvre le rôle de la lumière dans la photosynthèse[8].
- Le tyrolien Bartholomäus Girandoni invente un fusil à répétition à air comprimé mis en service dans l'armée autrichienne en 1780[9].

## Publications
- Étienne Bézout : Théorie générale des équations algébriques, Imprimerie Ph.-D. Pierres, Paris[10], ouvrage consacré à la théorie de l'élimination et aux fonctions symétriques des racines d'une équation algébrique.
- Jean-Paul Marat : publication des Découvertes de M. Marat sur le feu, l'électricité et la lumière[11], De Clousier, Paris.
- Antoine Augustin Parmentier : Examen critique de la pomme de terre.
- Joseph Priestley : Experiments and Observations relating to various Branches of Natural Philosophy, Vol.1. (Experiments and Observations on Different Kinds of Air, Vol.4), Londres.
- Horace Bénédict de Saussure : Voyages dans les Alpes, volume 1.
- Guillaume-François Le Trosne : De l’administration provinciale et de la réforme de l’impôt (janvier).

## Naissances

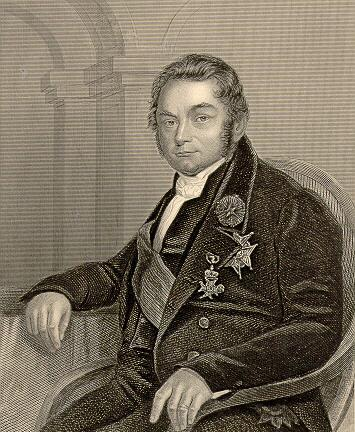
Jöns Jakob Berzelius

- 5 janvier : Général Zebulon Pike (mort en 1813), explorateur américain.
- 12 janvier : Nicolas Clément (mort en 1841), physicien et chimiste français.
- 15 janvier : Louis-Antoine Beaunier (mort en 1835), ingénieur des mines français.
- 17 février : Emmanuel-Pierre Gaillard (mort en 1836), historien et archéologue français.
- 5 mars : Benjamin Gompertz (mort en 1865), mathématicien britannique.
- 23 mai : Paul Moody (mort en 1831), inventeur américain de machines pour l'industrie textile.
- 16 juillet : Louis Bourdon (mort en 1854), mathématicien français.
- 1er août : Lorenz Oken (mort en 1851), naturaliste allemand.
- 8 août
  - Louis de Freycinet (mort en 1842), géologue et géographe français, explorateur des côtes de l'Australie.
  - Benjamin Silliman (mort en 1864), chimiste et minéralogiste américain.
- 20 août : Jöns Jakob Berzelius (mort en 1848), chimiste suédois.
- 31 août : Alexandre Du Sommerard (mort en 1842), archéologue français[12].
- 4 octobre : Auguste de Saint-Hilaire (mort en 1853), botaniste et explorateur français.
- 19 novembre : Pierre-François Bernier (mort en 1803), astronome français.
- 22 novembre : Toussaint von Charpentier (mort en 1847), géologue et entomologiste allemand.

## Décès

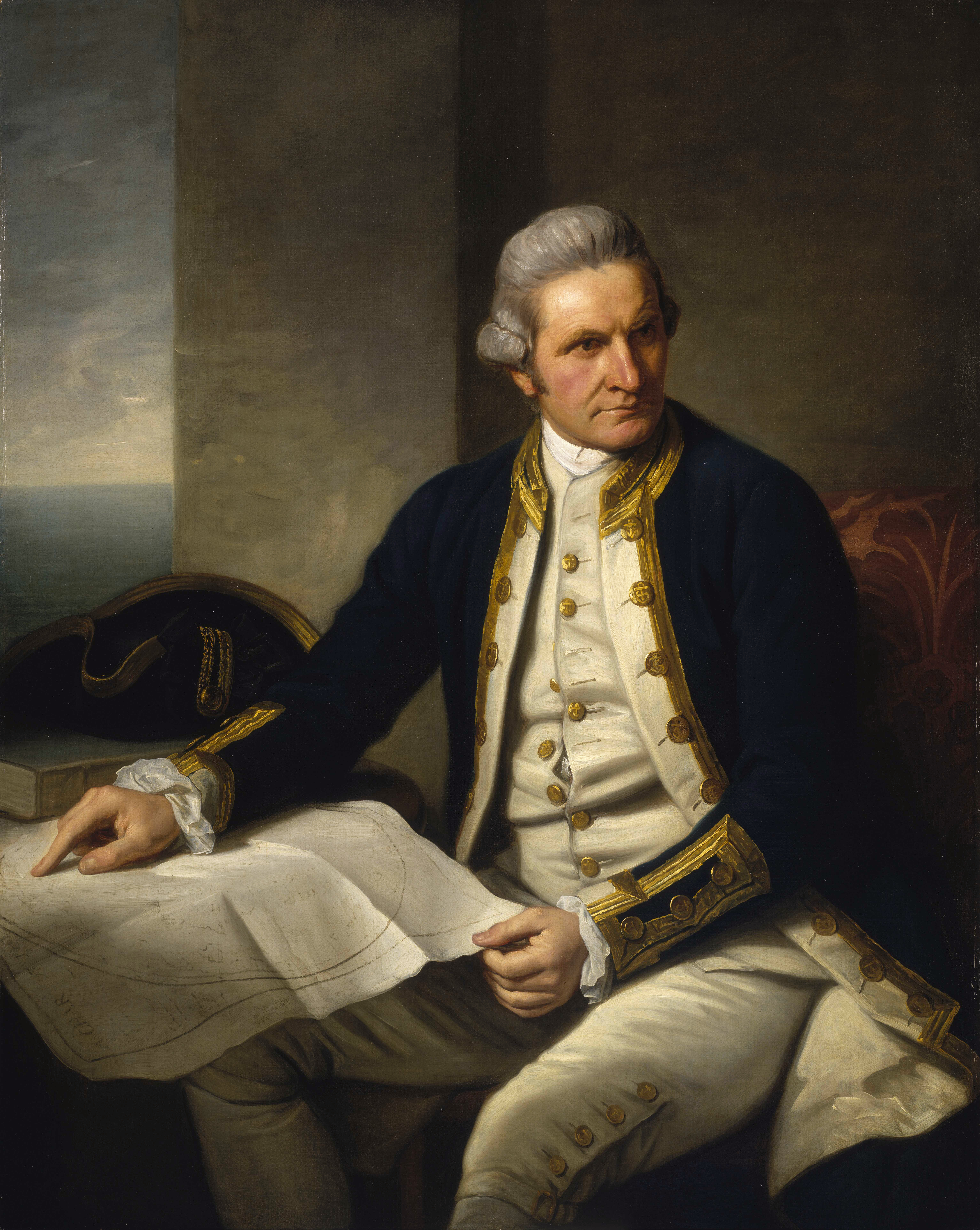
James Cook

- 3 janvier : Claude Bourgelat (né en 1712), est un vétérinaire français, créateur des écoles vétérinaires.
- 22 janvier : Jeremiah Dixon (né en 1733), géomètre et astronome anglais.
- 14 février : James Cook (né en 1728), explorateur britannique.
- 7 avril : Hilaire Rouelle (né en 1718), chimiste français.
- 11 avril : Joseph de Jussieu (né en 1704), botaniste français.
- 3 mai : John Winthrop (né en 1714), astronome américain.
- 6 juillet : Jean-Jacques de Marguerie (né en 1742), mathématicien français.
- 13 novembre : John Lawson (né en 1723), mathématicien anglais[13].
- 16 novembre : Pehr Kalm (né en 1716), botaniste suédois d'origine finlandaise.

- Pierre-Louis de Massac (né en 1728), agronome français.
- Thomas-François Dalibard (né en 1709), naturaliste français.